# Saint-Sornin (Charente)
Pour les articles homonymes, voir Saint-Sornin.
Saint-Sornin (Sent Sornin en occitan) est une commune du Sud-Ouest de la France située dans le département de la Charente (région Nouvelle-Aquitaine).

## Géographie

### Localisation et accès
Saint-Sornin est une commune située à l'est d'Angoulême, dans la vallée de la Tardoire, à mi-chemin sur la route reliant Montbron à La Rochefoucauld.
Elle est à 6 km au nord-ouest de Montbron, 6 km au sud-est de La Rochefoucauld, et 22 km d'Angoulême.
La D.6 reliant Mansle à Piégut-Pluviers (Dordogne) par Montbron et La Rochefoucauld est la route principale qui traverse la commune et le bourg et qui longe la vallée de la Tardoire sur sa rive droite.
D'autres routes départementales de moindre importance traversent la commune : 
- la D 109 qui part du bourg, et va au sud-ouest à Vilhonneur pour rejoindre la route de Montbron à Angoulême (D 699) ; elle continue jusqu'à Saint-Germain-de-Montbron, Charras et Les Graulges (Dordogne).
- la D 110, en limite de commune à l'ouest, va vers l'ouest vers Rancogne et Angoulême (N 141, les Favrauds, commune de Mornac), et depuis le bourg vers l'est monte vers Mazerolles et l'Arbre.
- la D 392 qui va du bourg au nord vers Marillac-le-Franc et Taponnat[2].

D'autres routes communales sillonnent la commune.

### Hameaux et lieux-dits
Des hameaux assez importants parsèment la commune.
- Rochebertier au bord de la Tardoire sur la route de Vilhonneur, en limite avec cette commune.
- les Combes au sud
- le Mas et la Fenêtre au sud-est
- les Michelots, intégré au bourg à l'est
- la Faurie à l'est
- les Chaumes et le Couret au nord

et d'autres hameaux plus petits...

### Communes limitrophes
Les communes limitrophes sont Marillac-le-Franc, Montbron, Orgedeuil, Vouthon, Yvrac-et-Malleyrand et Moulins-sur-Tardoire.
|                      | Marillac-le-Franc | Yvrac-et-Malleyrand |
| Moulins-sur-Tardoire | Saint-Sornin      | Orgedeuil           |
|                      | Vouthon           | Montbron            |

### Géologie et relief

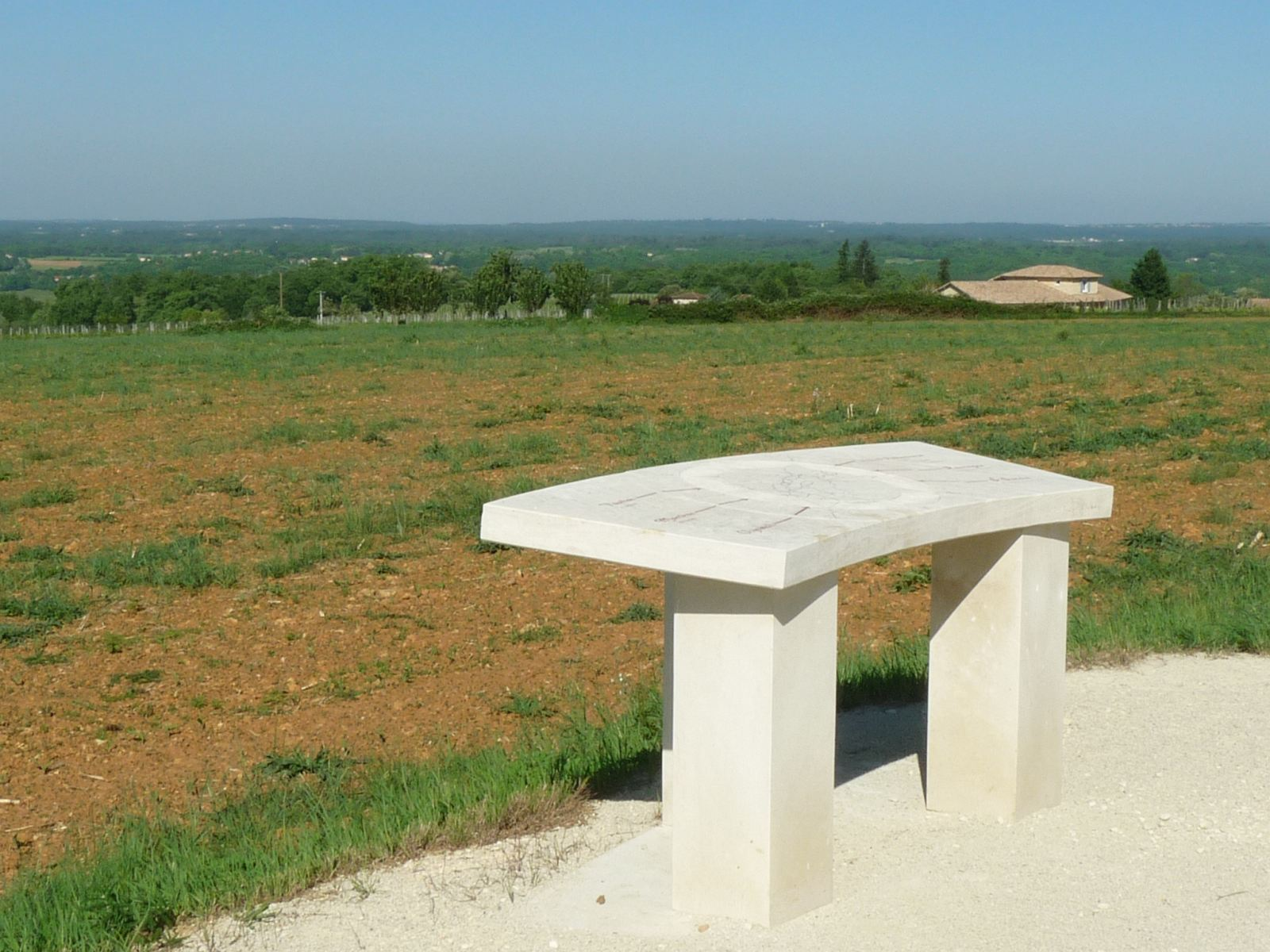
Table d'orientation près du Mas.

Saint-Sornin est situé sur le bord nord-est du Bassin aquitain. Le sol est encore de nature calcaire, du Jurassique inférieur, mais recouvert d'argile à galets à l'est, décomposition détritique et coulées tertiaires en provenance du Massif central tout proche, et de formations fluviatiles du Pléistocène sur les terrasses de la Tardoire à l'ouest du bourg,,.
On est en limite du karst de La Rochefoucauld.
L'est de la commune est assez élevé en altitude car situé sur le piémont du massif de l'Arbre, premier mont du Massif central qui commence à Mazerolles et qui forme une longue avancée vers l'ouest qu'escalade la D 110. Les hameaux de la Faurie et la Fenêtre sont déjà à plus de 200 m d'altitude.
Le point culminant est à une altitude de 242 m situé à l'est de la Faurie en limite avec Orgedeuil. Le point le plus bas est 89 m situé le long de la Tardoire à Rochebertier. Une grande partie de la commune dont le bourg occupe une terrasse comprise entre 110 et 130 m d'altitude.

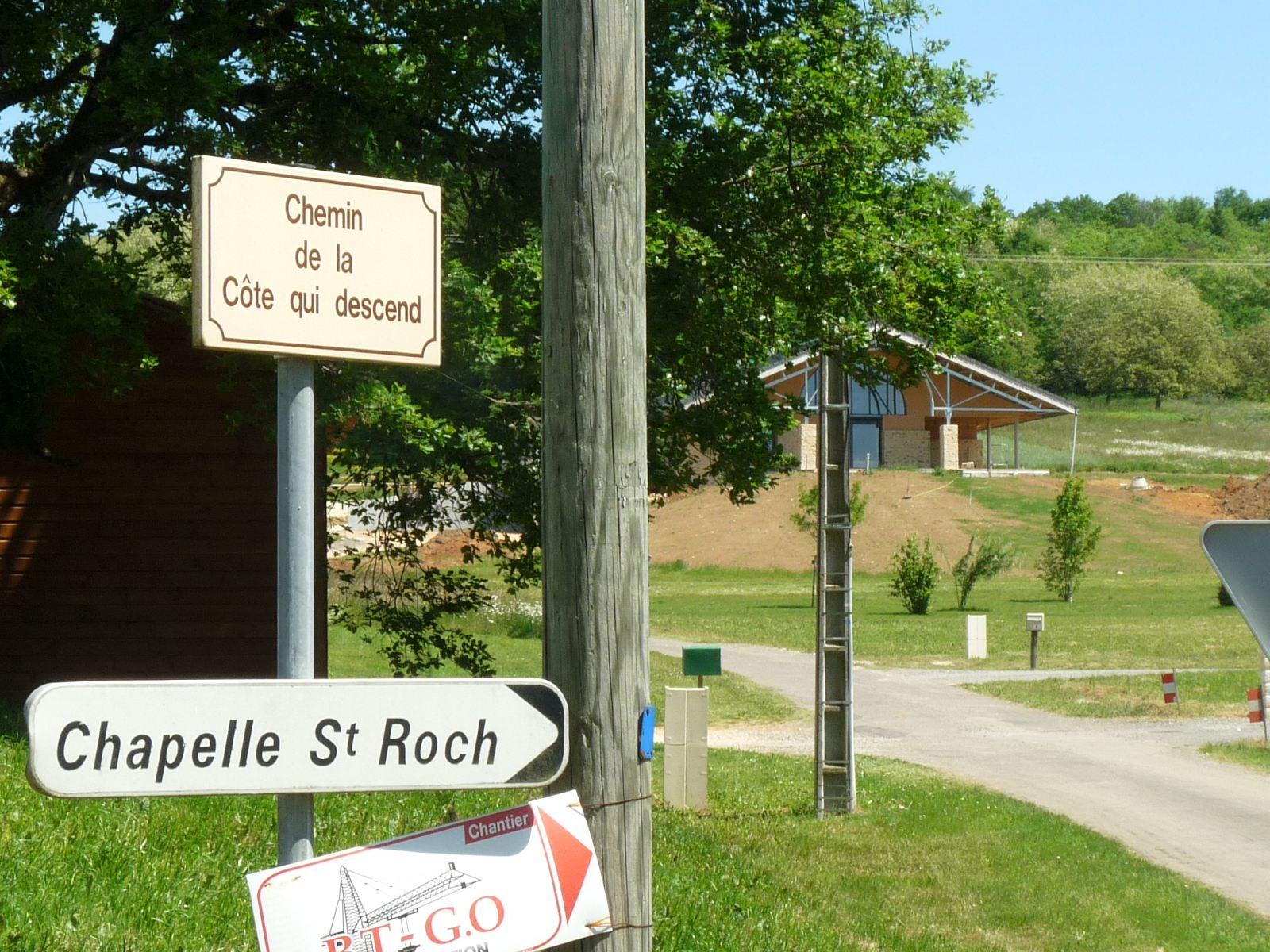
Chemin de la côte qui descend.

Saint-Sornin était connu pour avoir un endroit où il y avait une illusion d'optique due à ce relief et qui avait fait déplacer pas mal de curieux. À la sortie est du bourg sur la D 110, une petite route continuant à droite vers une chapelle semble descendre, en fait elle monte. L'explication en est que tout le paysage est incliné vers l'ouest, et la montée s'accentue vers l'est, provoquant l'illusion d'un flanc de vallée.

### Hydrographie

#### Réseau hydrographique

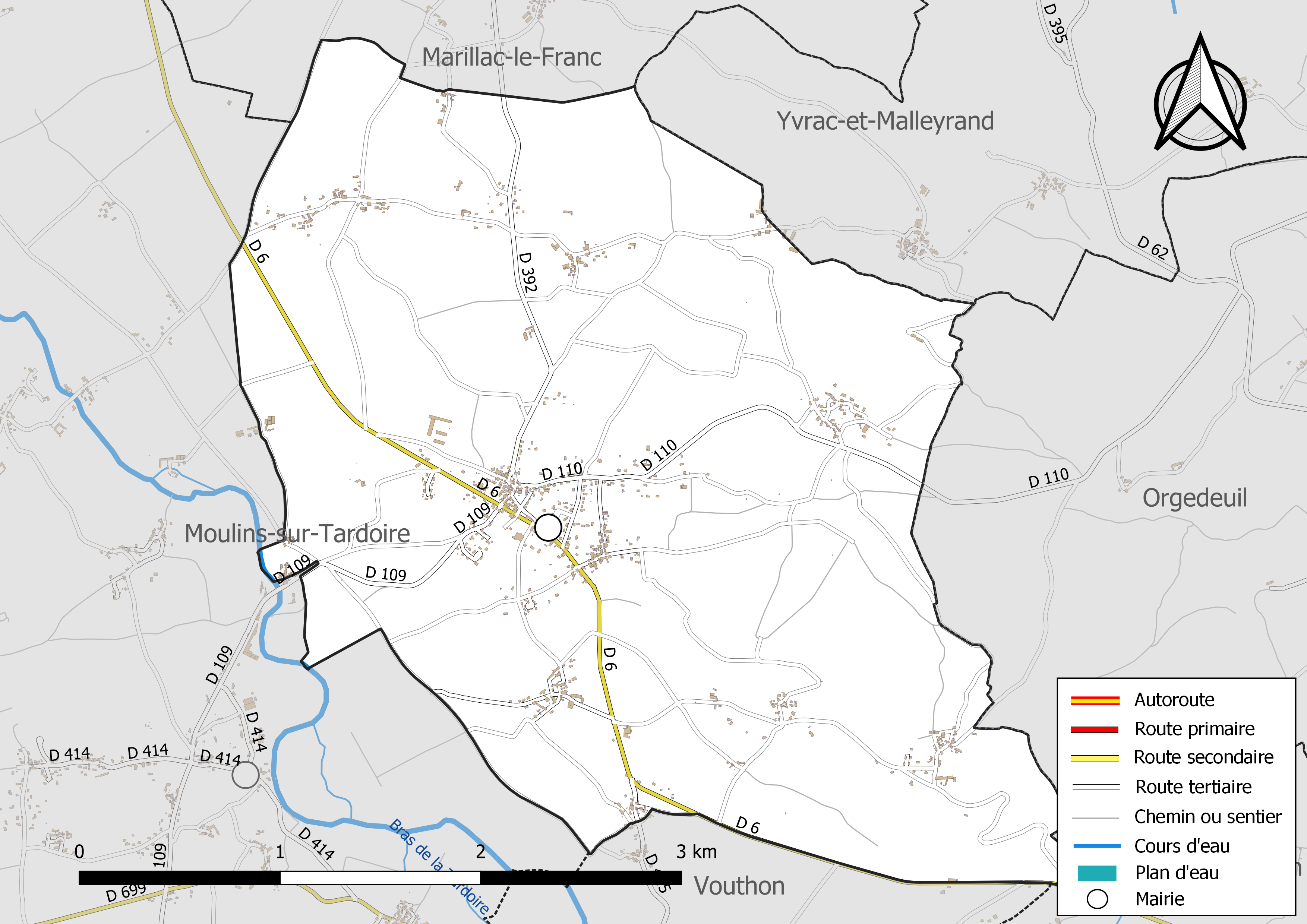
Réseaux hydrographique et routier de Saint-Sornin (Charente).

La commune est située dans le bassin versant de la Charente au sein du Bassin Adour-Garonne. Elle est drainée par la Tardoire, de,.
La commune est sur la rive droite de la vallée de Tardoire, sous-affluent de la Charente, mais la commune ne touche la rivière qu'en deux petits endroits à Rochebertier, car la limite de la commune longe le pied de la terrasse et ne comprend pas le fond de vallée.
De par la nature karstique du sous-sol, aucun autre cours d'eau ne traverse la commune, malgré un fort relief à l'est et un sol un peu argileux.
On peut citer quelques minuscules retenues ou captages d'eau au sud de Miaulant et le profond vallon au nord de la Fenêtre.

#### Gestion des eaux
Le territoire communal est couvert par le schéma d'aménagement et de gestion des eaux (SAGE) « Charente ». Ce document de planification, dont le territoire correspond au bassin de la Charente, d'une superficie de 9 300 km2, a été approuvé le 19 novembre 2019. La structure porteuse de l'élaboration et de la mise en œuvre est l'établissement public territorial de bassin Charente. Il définit sur son territoire les objectifs généraux d’utilisation, de mise en valeur et de protection quantitative et qualitative des ressources en eau superficielle et souterraine, en respect des objectifs de qualité définis dans le troisième SDAGE  du Bassin Adour-Garonne qui couvre la période 2022-2027, approuvé le 10 mars 2022.

### Climat
Comme une grande partie du département, le climat est océanique aquitain.

### Végétation
La commune est boisée principalement à l'est. Le sud des terrasses entre les Michelots, le Mas et la Fenêtre est propice à la culture de la vigne. Le reste de la commune est occupé par des champs et prairies.

## Urbanisme

### Typologie
Au 1er janvier 2024, Saint-Sornin est catégorisée commune rurale à habitat dispersé, selon la nouvelle grille communale de densité à 7 niveaux définie par l'Insee en 2022.
Elle est située hors unité urbaine. Par ailleurs la commune fait partie de l'aire d'attraction d'Angoulême, dont elle est une commune de la couronne,. Cette aire, qui regroupe 94 communes, est catégorisée dans les aires de 50 000 à moins de 200 000 habitants,.

### Occupation des sols
L'occupation des sols de la commune, telle qu'elle ressort de la base de données européenne d’occupation biophysique des sols Corine Land Cover (CLC), est marquée par l'importance des territoires agricoles (73,3 % en 2018), en diminution par rapport à 1990 (74,7 %). La répartition détaillée en 2018 est la suivante : 
zones agricoles hétérogènes (45,8 %), terres arables (23,8 %), forêts (21,7 %), zones urbanisées (5 %), cultures permanentes (2,7 %), prairies (1,1 %). L'évolution de l’occupation des sols de la commune et de ses infrastructures peut être observée sur les différentes représentations cartographiques du territoire : la carte de Cassini (XVIIIe siècle), la carte d'état-major (1820-1866) et les cartes ou photos aériennes de l'IGN pour la période actuelle (1950 à aujourd'hui).

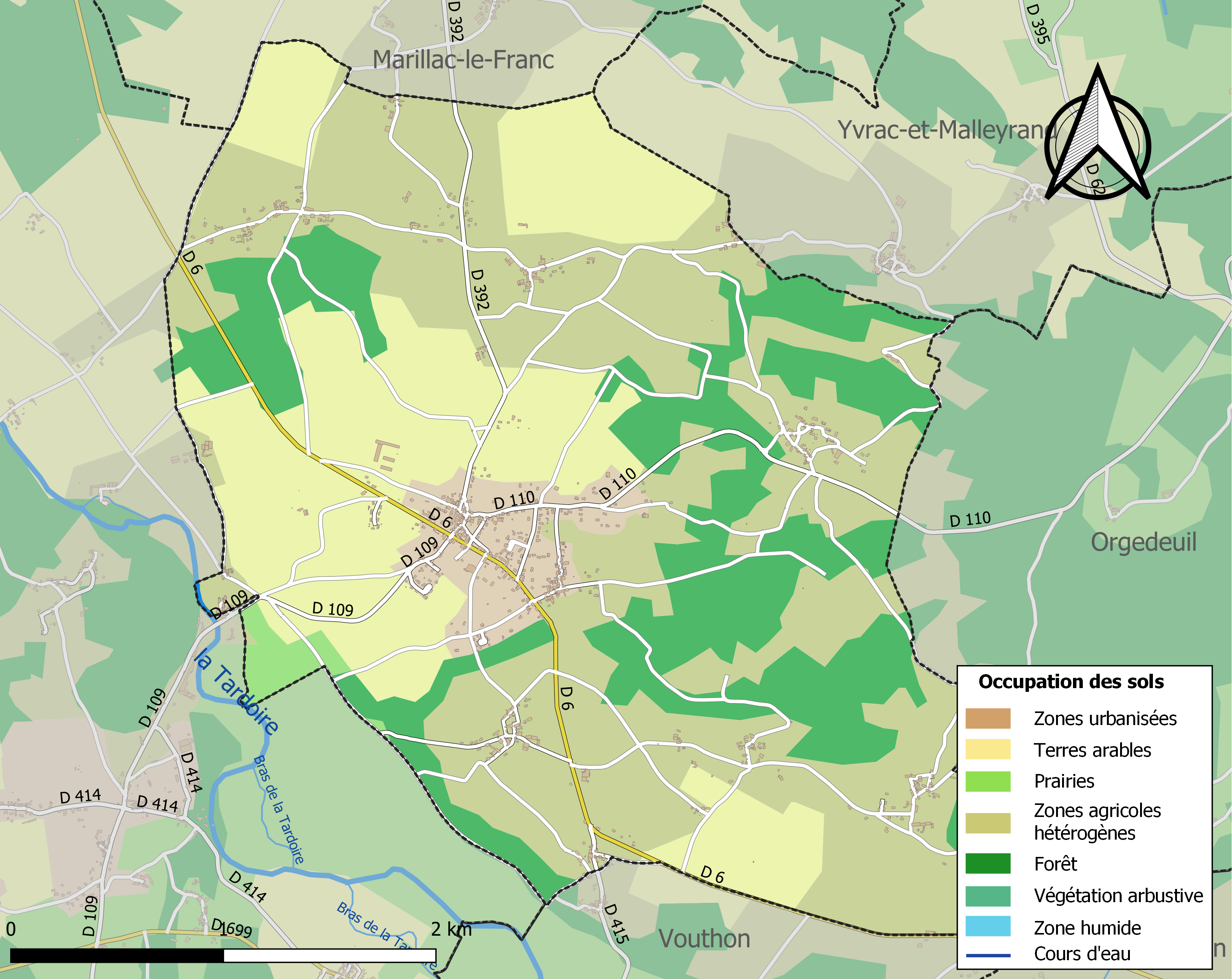
Carte des infrastructures et de l'occupation des sols de la commune en 2018 (CLC).

### Risques majeurs
Le territoire de la commune de Saint-Sornin (Charente) est vulnérable à différents aléas naturels : météorologiques (tempête, orage, neige, grand froid, canicule ou sécheresse), inondations et séisme (sismicité faible). Un site publié par le BRGM permet d'évaluer simplement et rapidement les risques d'un bien localisé soit par son adresse soit par le numéro de sa parcelle.
Certaines parties du territoire communal sont susceptibles d’être affectées par le risque d’inondation par débordement de cours d'eau, notamment la Tardoire. La commune a été reconnue en état de catastrophe naturelle au titre des dommages causés par les inondations et coulées de boue survenues en 1982, 1983, 1999, 2008 et 2009,.

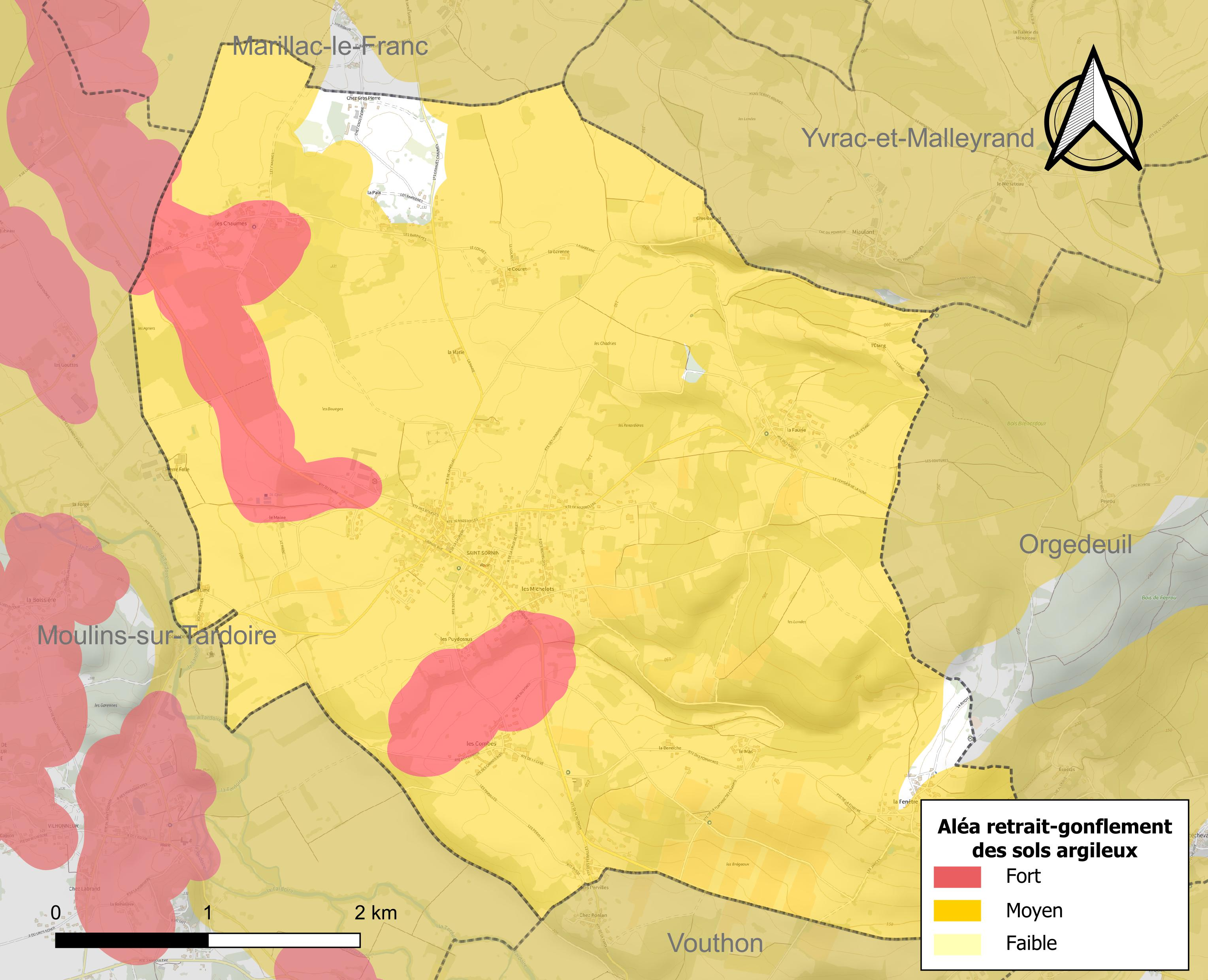
Carte des zones d'aléa retrait-gonflement des sols argileux de Saint-Sornin (Charente).

Le retrait-gonflement des sols argileux est susceptible d'engendrer des dommages importants aux bâtiments en cas d’alternance de périodes de sécheresse et de pluie. 97 % de la superficie communale est en aléa moyen ou fort (67,4 % au niveau départemental et 48,5 % au niveau national). Sur les 419 bâtiments dénombrés sur la commune en 2019,  407 sont en aléa moyen ou fort, soit 97 %, à comparer aux 81 % au niveau départemental et 54 % au niveau national. Une cartographie de l'exposition du territoire national au retrait gonflement des sols argileux est disponible sur le site du BRGM,.
Par ailleurs, afin de mieux appréhender le risque d’affaissement de terrain, l'inventaire national des cavités souterraines permet de localiser celles situées sur la commune.
Concernant les mouvements de terrains, la commune a été reconnue en état de catastrophe naturelle au titre des dommages causés par la sécheresse en 2003, 2005 et 2011 et par des mouvements de terrain en 1999.

## Toponymie
Les formes anciennes sont Sanctus Saturninus au XIVe siècle.
Comme de nombreuses communes éponymes localisées principalement dans le sud de la France, cette commune doit son nom au culte de saint Saturnin de Toulouse (saint Cernin), premier évêque chrétien de Toulouse répertorié,,.

### Dialecte
La commune est dans la partie occitane de la Charente qui en occupe le tiers oriental, et le dialecte est limousin. Elle se nomme Sent Sornin en occitan.

## Histoire
La voie antique supposée romaine d'Angoulême à Limoges, appelée aussi le chemin des Anglais, traversait la commune d'ouest en est. Elle arrivait de Pranzac et Vilhonneur, passait à l'est du bourg par les Michelots, puis grimpait sur la crête du Massif de l'Arbre qu'elle suivait jusqu'à Mazerolles à peu près par l'actuelle route départementale. Cette voie rejoignait la voie romaine de Saintes à Lyon à Saint-Quentin-sur-Charente,.
Un site à tegulae et céramique a d'ailleurs été trouvé aux Michelots, témoignant d'un habitat gallo-romain.
Les premiers registres de l'état civil remontent à 1630.
Le logis de la Fenêtre faisait partie au XVIe siècle des biens de la famille de Corlieu. Il passa ensuite, avec la Chaise et les Ombrais, aux mains de la famille de La Croix, et appartenait au début du XXe siècle à la famille Delavallade.
Pendant la première moitié du XXe siècle, la commune était desservie par la petite ligne ferroviaire d'intérêt local à voie métrique des Chemins de fer économiques des Charentes allant d'Angoulême à Roumazières par Montbron appelée le Petit Mairat. La station était au pied du bourg près de Rochebertier.

## Politique et administration

### Liste des maires

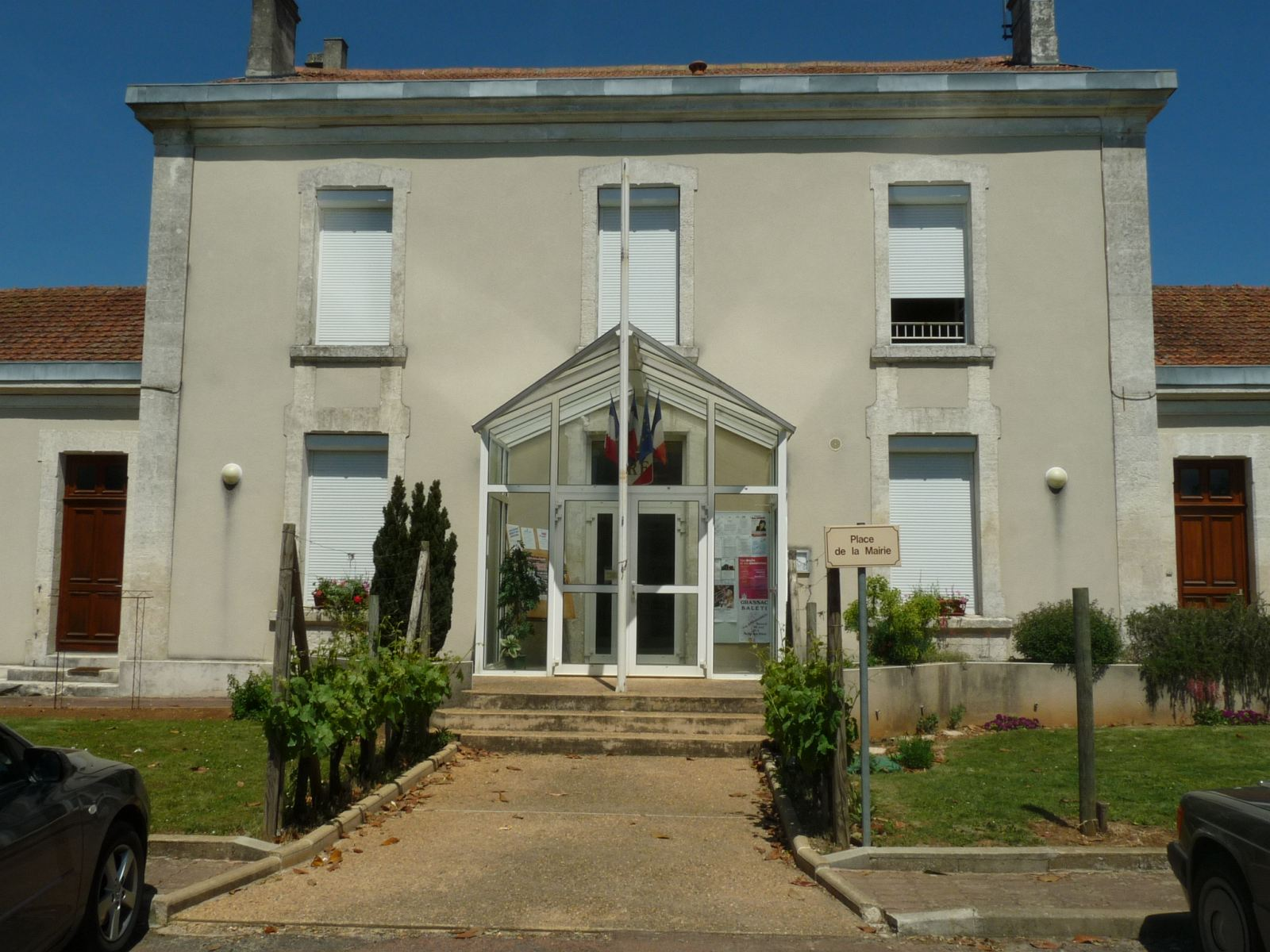
La mairie.

| Période                                  | Période  | Identité                                     | Étiquette | Qualité                                          |
| ---------------------------------------- | -------- | -------------------------------------------- | --------- | ------------------------------------------------ |
| Les données manquantes sont à compléter. |          |                                              |           |                                                  |
| 1984                                     | 2014     | Marcel Rapion                                | PS        | Retraité agricole                                |
| 2014                                     | En cours | Michaël Canit Réélu pour le mandat 2020-2026 | PS        | Technicien, conseiller départemental depuis 2021 |

### Politique environnementale
Dans son palmarès 2024, le Conseil national de villes et villages fleuris de France a attribué deux fleurs à la commune.

## Démographie

### Évolution démographique
L'évolution du nombre d'habitants est connue à travers les recensements de la population effectués dans la commune depuis 1793. Pour les communes de moins de 10 000 habitants, une enquête de recensement portant sur toute la population est réalisée tous les cinq ans, les populations de référence des années intermédiaires étant quant à elles estimées par interpolation ou extrapolation. Pour la commune, le premier recensement exhaustif entrant dans le cadre du nouveau dispositif a été réalisé en 2006.

En 2022, la commune comptait 832 habitants, en évolution de +2,97 % par rapport à 2016 (Charente : −0,48 %, France hors Mayotte : +2,11 %).
| 1793 | 1800 | 1806 | 1821 | 1831 | 1841 | 1846 | 1851 | 1856 |
| ---- | ---- | ---- | ---- | ---- | ---- | ---- | ---- | ---- |
| 699  | 754  | 813  | 781  | 750  | 783  | 809  | 767  | 759  |

| 1861 | 1866 | 1872 | 1876 | 1881 | 1886 | 1891 | 1896 | 1901 |
| ---- | ---- | ---- | ---- | ---- | ---- | ---- | ---- | ---- |
| 870  | 834  | 871  | 859  | 898  | 879  | 834  | 806  | 771  |

| 1906 | 1911 | 1921 | 1926 | 1931 | 1936 | 1946 | 1954 | 1962 |
| ---- | ---- | ---- | ---- | ---- | ---- | ---- | ---- | ---- |
| 753  | 725  | 684  | 644  | 644  | 622  | 611  | 552  | 633  |

| 1968 | 1975 | 1982 | 1990 | 1999 | 2006 | 2011 | 2016 | 2021 |
| ---- | ---- | ---- | ---- | ---- | ---- | ---- | ---- | ---- |
| 618  | 615  | 673  | 694  | 715  | 793  | 860  | 808  | 817  |

| 2022 | - | - | - | - | - | - | - | - |
| ---- | - | - | - | - | - | - | - | - |
| 832  | - | - | - | - | - | - | - | - |

### Pyramide des âges
La population de la commune est relativement âgée.
En 2018, le taux de personnes d'un âge inférieur à 30 ans s'élève à 28,1 %, soit en dessous de la moyenne départementale (30,2 %). À l'inverse, le taux de personnes d'âge supérieur à 60 ans est de 32,2 % la même année, alors qu'il est de 32,3 % au niveau départemental.
En 2018, la commune comptait 403 hommes pour 391 femmes, soit un taux de 50,76 % d'hommes, largement supérieur au taux départemental (48,41 %).
Les pyramides des âges de la commune et du département s'établissent comme suit.
| Hommes | Classe d’âge | Femmes |
| ------ | ------------ | ------ |
| 1,0    | 90 ou +      | 1,6    |
| 9,6    | 75-89 ans    | 9,3    |
| 21,9   | 60-74 ans    | 21,0   |
| 20,9   | 45-59 ans    | 23,5   |
| 17,4   | 30-44 ans    | 17,5   |
| 14,3   | 15-29 ans    | 15,4   |
| 14,9   | 0-14 ans     | 11,7   |

| Hommes | Classe d’âge | Femmes |
| ------ | ------------ | ------ |
| 1      | 90 ou +      | 2,7    |
| 9,2    | 75-89 ans    | 12     |
| 20,6   | 60-74 ans    | 21,3   |
| 20,7   | 45-59 ans    | 20,3   |
| 16,8   | 30-44 ans    | 16     |
| 15,6   | 15-29 ans    | 13,4   |
| 16,1   | 0-14 ans     | 14,3   |

## Économie

### Agriculture

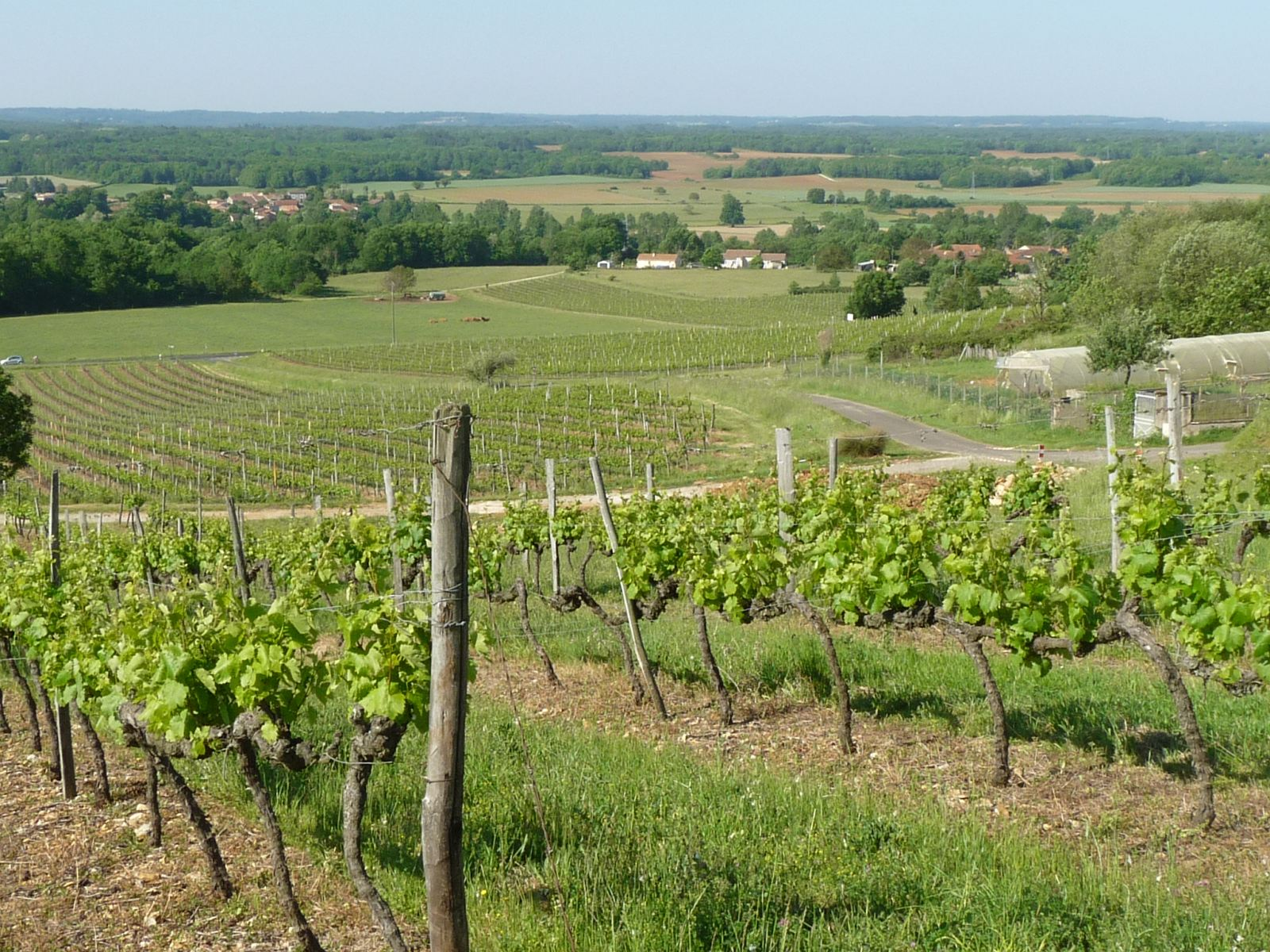
Vigne et point de vue.

Saint-Sornin possède un vignoble qui donne lieu à la seule production de vin de pays charentais de la Charente ; principaux cépages, cabernet et sauvignon. Le vignoble s'étage au pied du Massif de l'Arbre situé plus à l'est et il fait face au sud-ouest et à la vallée de la Tardoire.

### Commerces
- Cave de Saint-Sornin : production de vin de pays charentais Saint-Sornin rouge (Sapiens et Petit-Sapiens) et rosé (Sapiens) à partir de quatre hectares de vignoble. Elle succède à la cave coopérative en 2018[39],[40].

## Équipements, services et vie locale

### Enseignement
L'école est un RPI entre Saint-Sornin, Vilhonneur et Vouthon. Saint-Sornin accueille l'école primaire et Vilhonneur et Vouthon les écoles élémentaires. L'école de Saint-Sornin, située au bourg, comprend deux classes de maternelle et une classe d'élémentaire. Le secteur du collège est Montbron.

### Sports et activités
- Salle Placide-Brunet : le club de basket-ball évolue dans cette salle.

## Lieux et monuments

### Patrimoine religieux
L'église paroissiale Saint-Saturnin date du XIIe siècle mais a été en partie remaniée. Bien entretenue mais sans caractère architectural marquant.
Elle renferme une statue de saint Antoine en bois sculpté et polychrome du XVIIe siècle classée monument historique au titre objet depuis 2003. Propriété de la commune, elle a été exposée au musée d'Angoulême en 2000.

L'église de Saint-Sornin
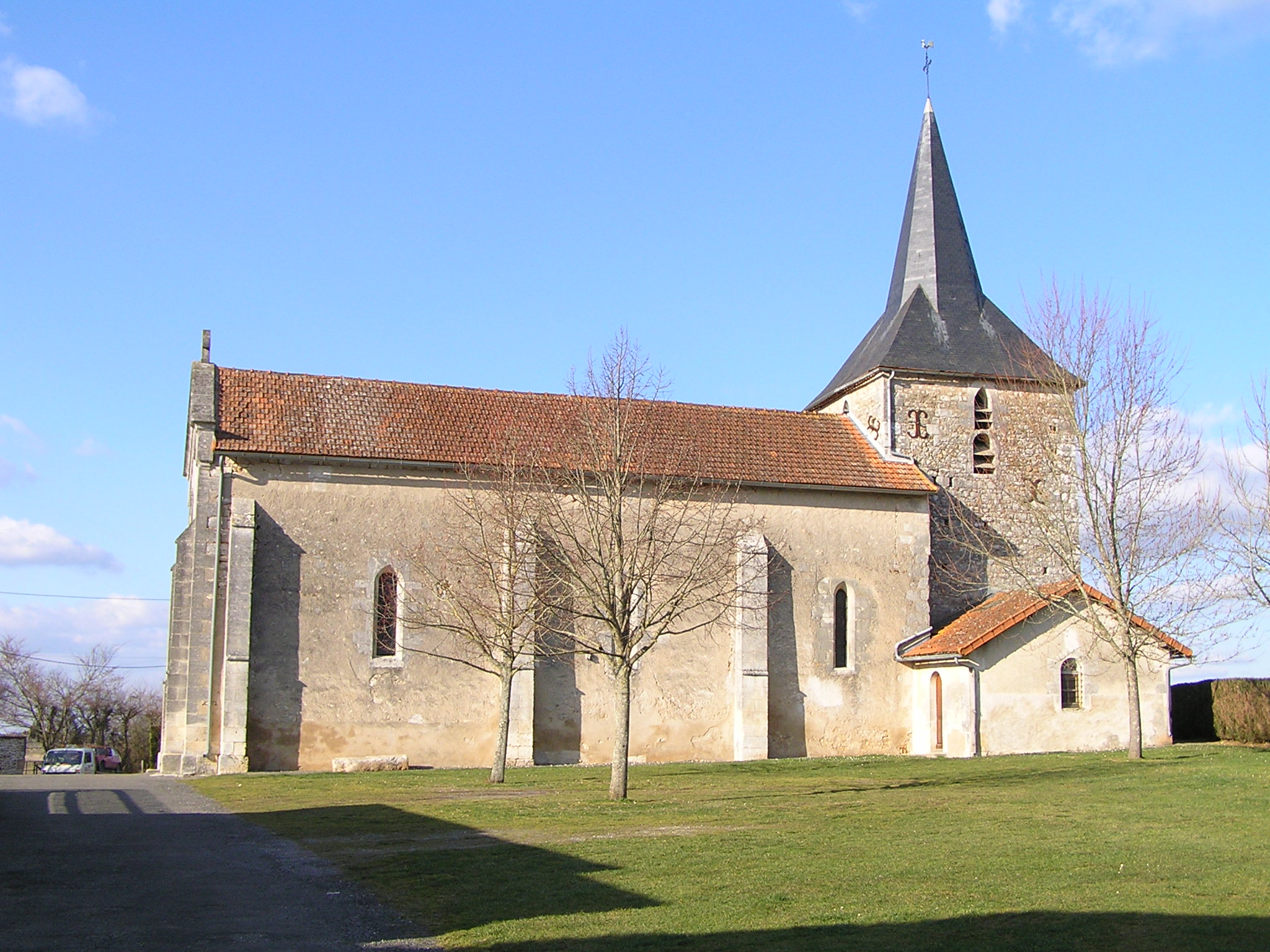
Vue latérale.
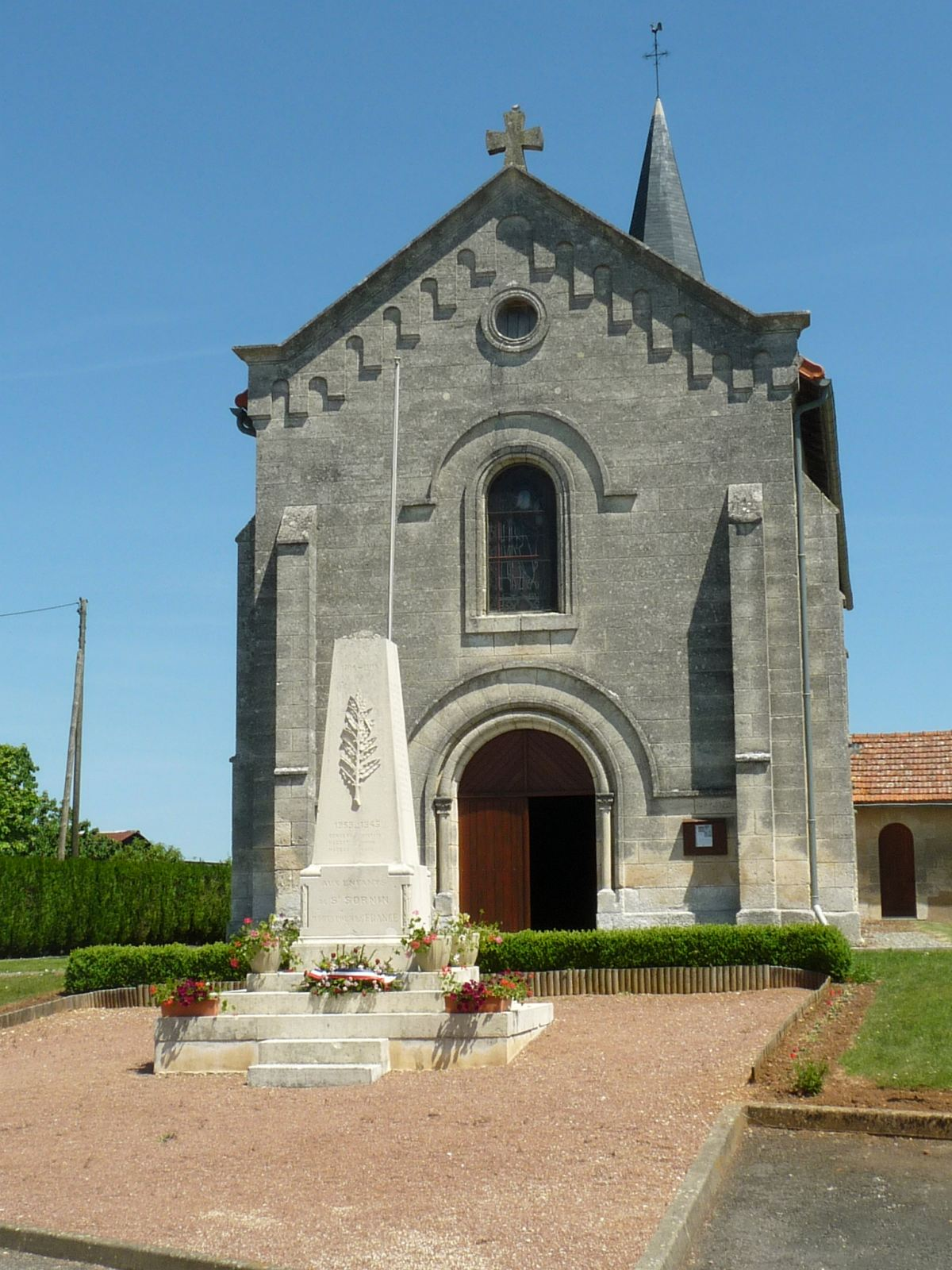
L'entrée et le monument aux morts.
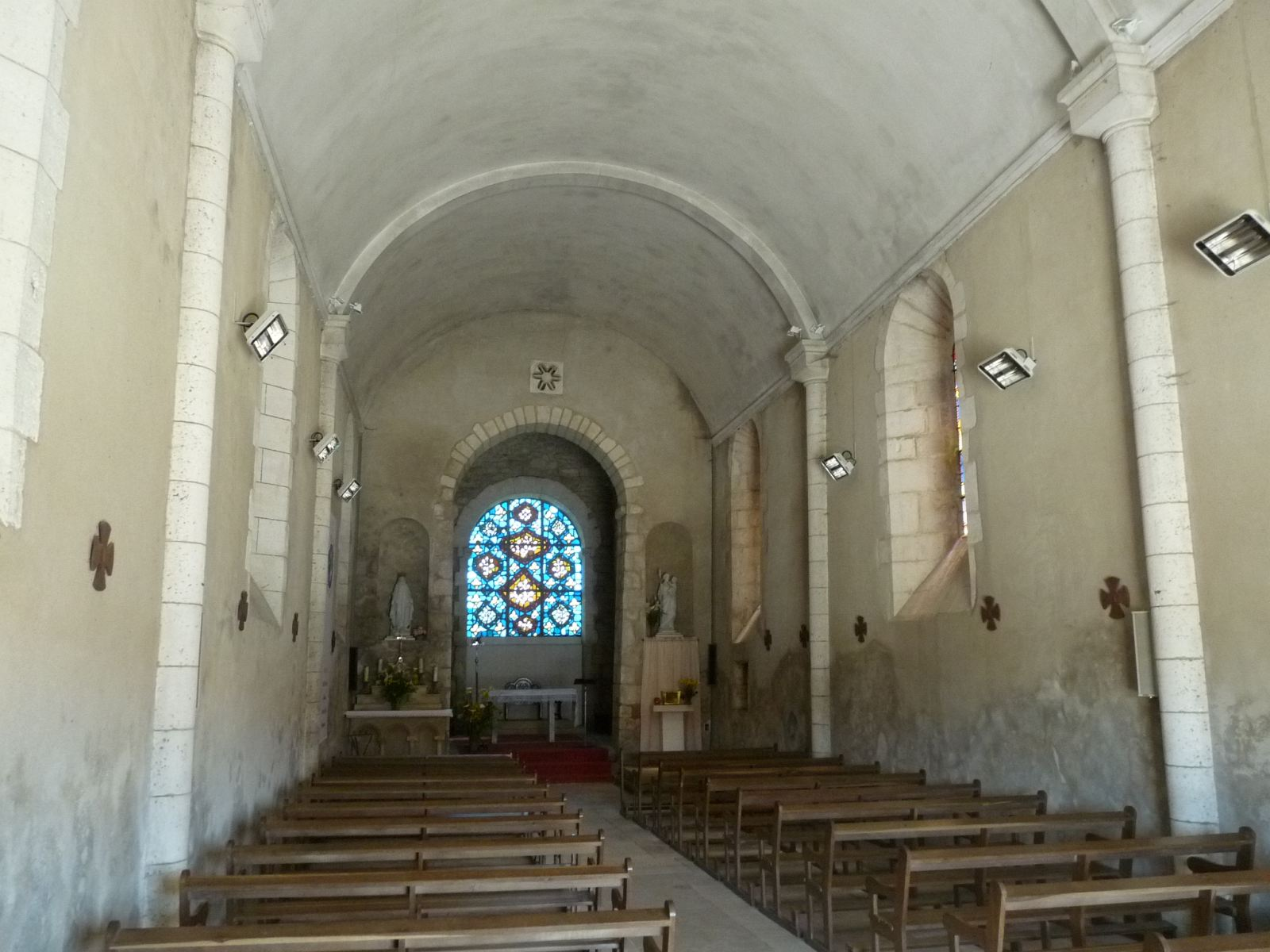
L'intérieur.
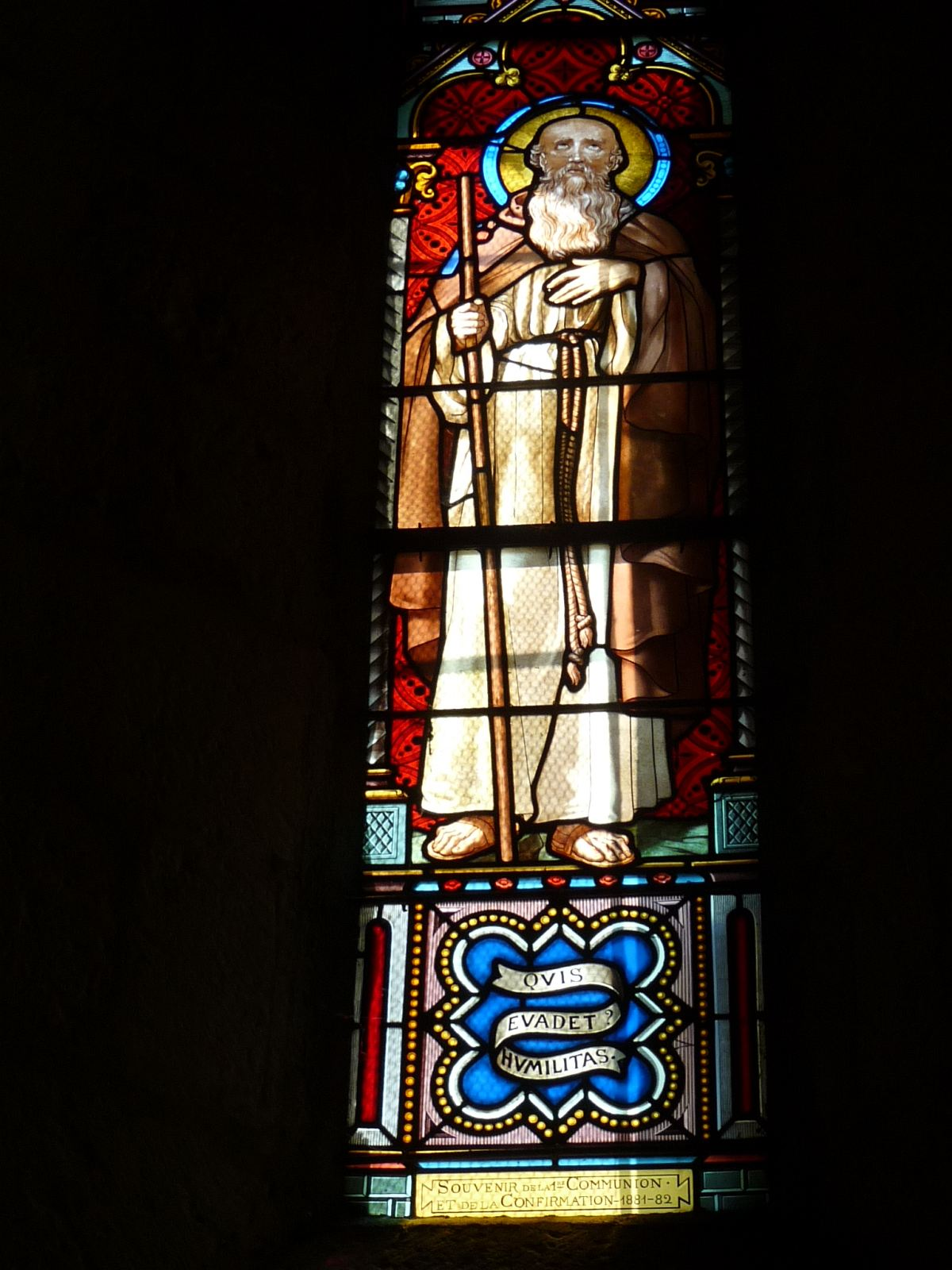
Vitrail de 1882.
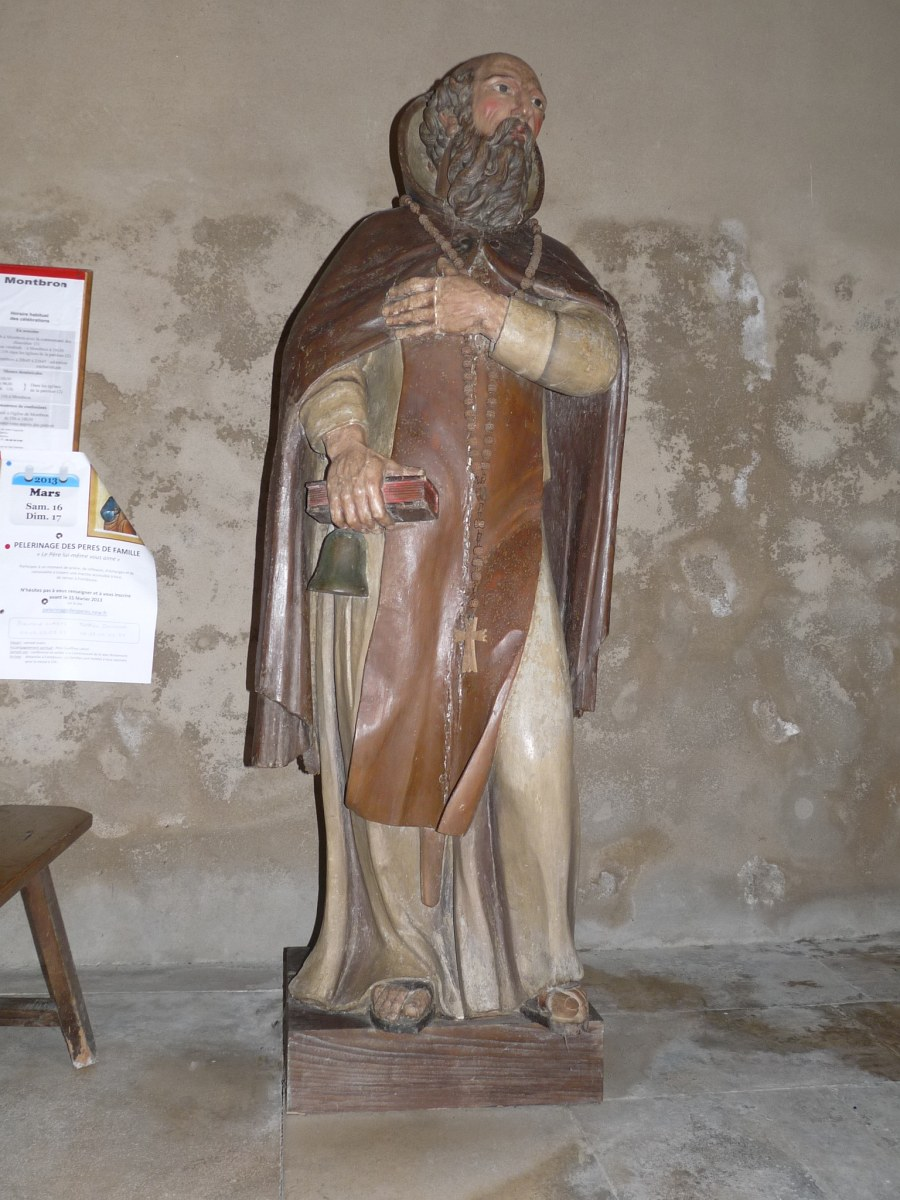
Statue de saint Antoine.

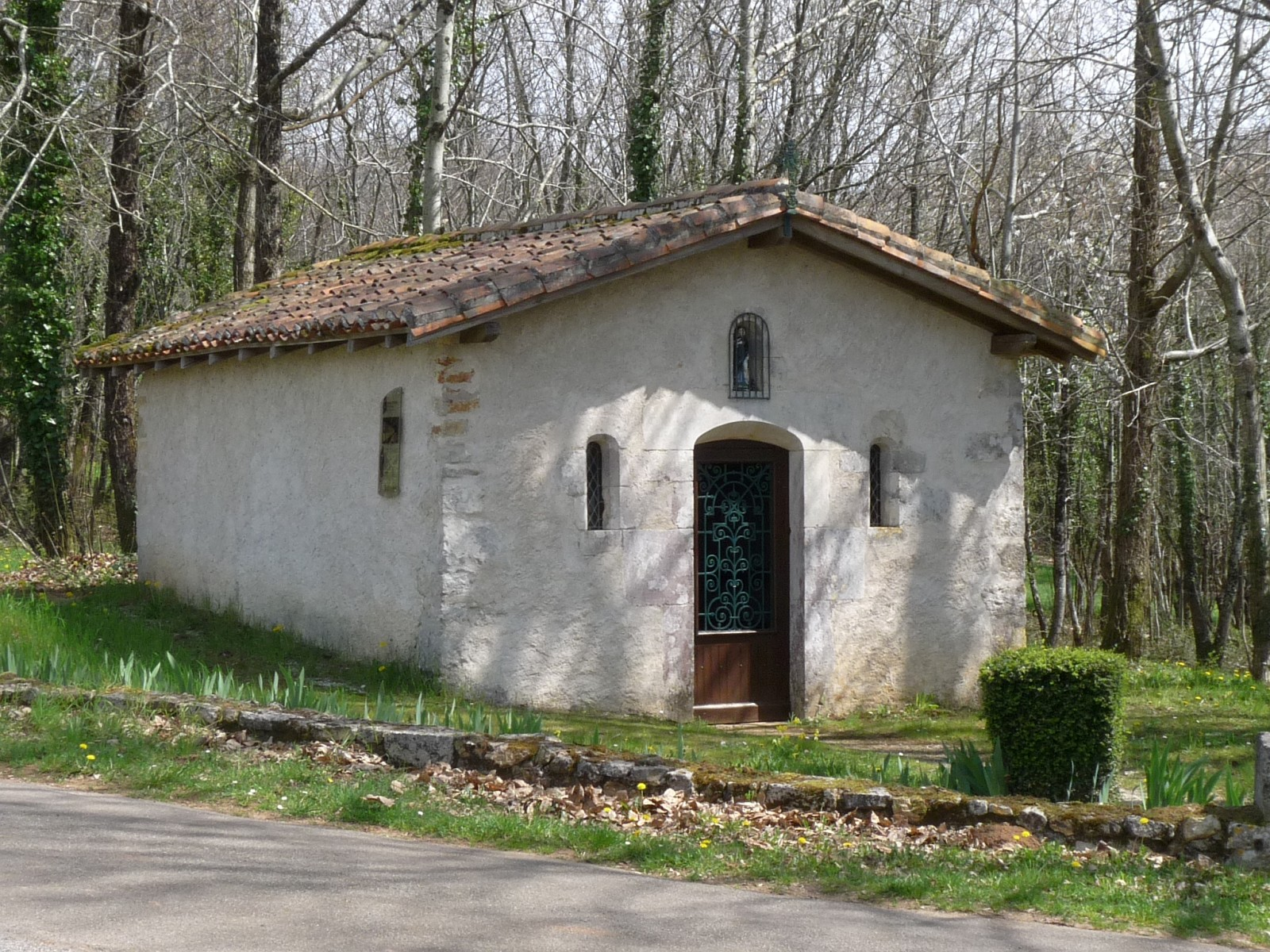
La chapelle Saint-Roch.

La chapelle Saint-Roch (ou Notre-Dame-de-la-Lande) est située sur l'ancien chemin des Anglais, qui était au Moyen Âge un des itinéraires secondaires est-ouest fréquentés par les pèlerins qui allaient au sanctuaire de Saint-Jacques-de-Compostelle et aux reliques de saint Eutrope à Saintes.
La fontaine Saint-Antoine[Où ?] était une fontaine miraculeuse destinée à la guérison des enfants.

### Patrimoine civil

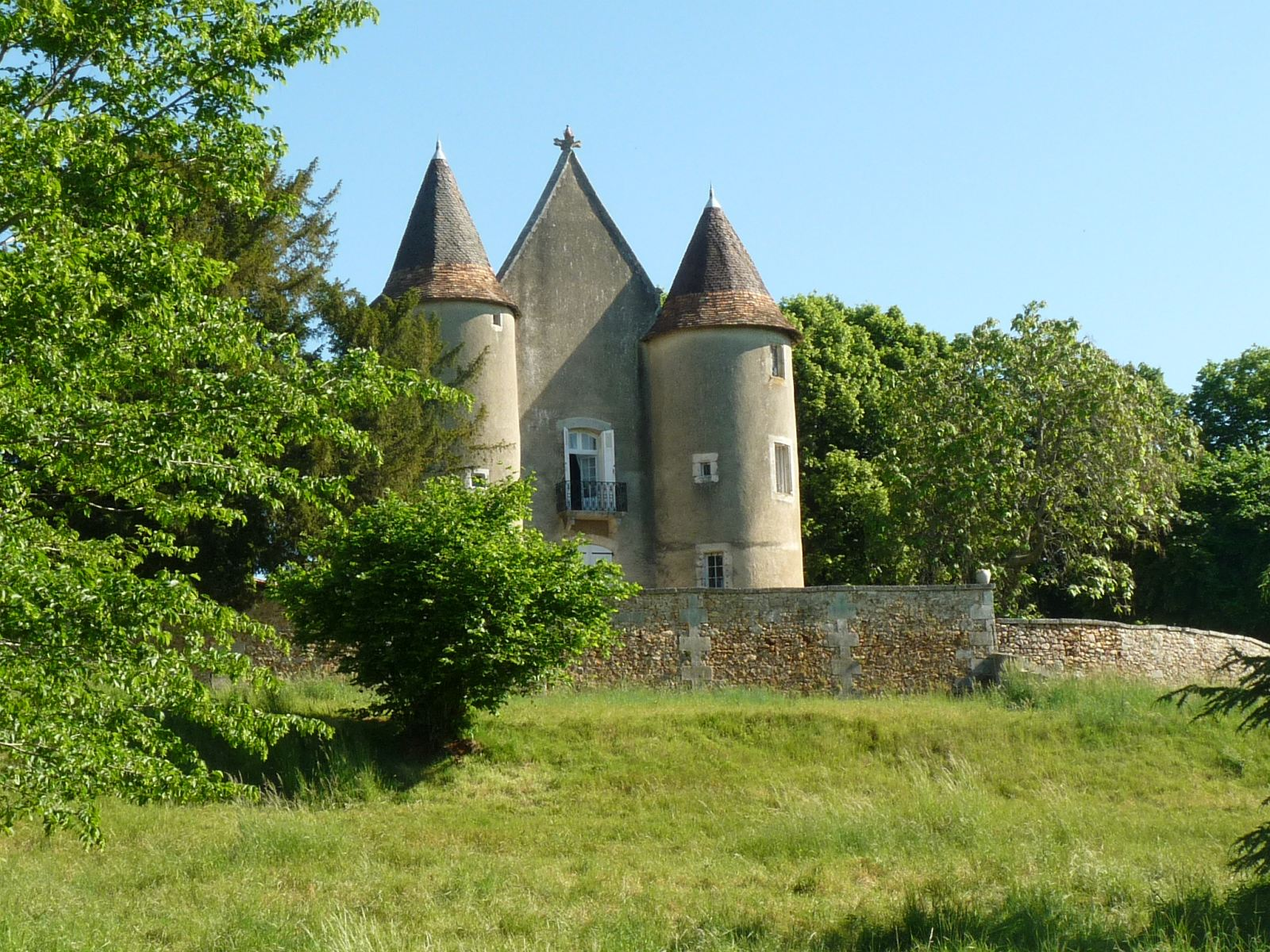
Logis de la Fenêtre.

Le logis de la Fenêtre offre un magnifique point de vue vers l'ouest et le sud. Il possède deux tours cylindriques coiffées de poivrières. Le corps de logis date du XVe ou XVIe siècle et a été profondément remanié.

### Patrimoine environnemental
Le GR 4 qui va de Royan à Grasse traverse la commune.